# Evgraf Sorokin

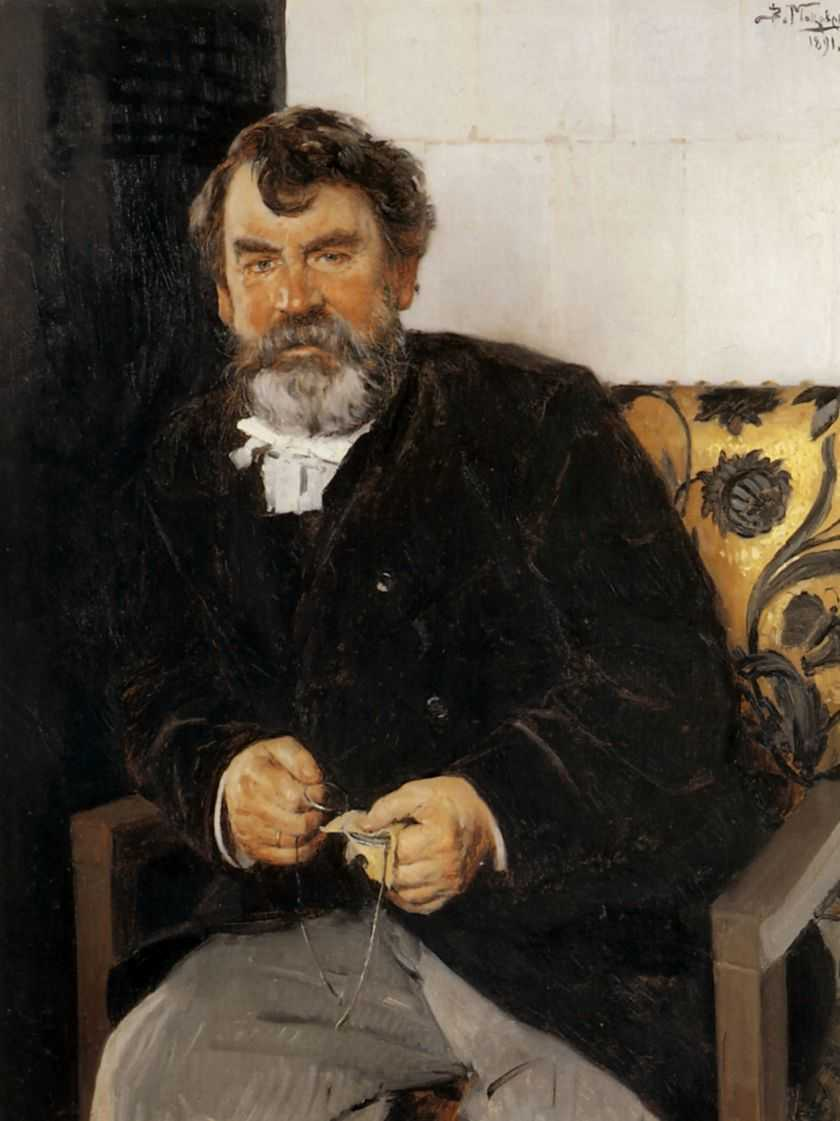
Retrato de Evgraf Sorokin por Vladímir Makovski (1891).

Evgraf Semenovich Sorokin, o Yevgraf Semyonovich Sorokin (en ruso: Евгра́ф Семёнович Соро́кин; 18 de diciembre de 1821, Nekrasovskoye (Bolshie Soli)-1892, Moscú) fue un artista y maestro ruso, conocido por sus pinturas históricas, religiosas y de género.

## Biografía
Después de un período de aprendizaje, un sacerdote local al que le gustaba su trabajo le sugirió que creara una pintura de Pedro el Grande descubriendo al artista, Andrey Matveyev, para una próxima visita del zar Nicolás I. Esta pintura fue presentada al zar, quien quedó lo suficientemente impresionado como para emitir una orden para que Sorokin estudiara en la Academia Imperial de Bellas Artes.
En 1841, ingresó a la Academia bajo la supervisión de Alexey Tarasovich Markov. Al año siguiente ya estaba recibiendo elogios del Consejo de la Academia. Ganó varias medallas de plata y, en 1847, recibió una medalla de oro por su pintura Daniel en el foso de los leones. Dos años más tarde, su pintura del héroe popular Ian Usmovets le valió una medalla de oro y una beca para estudiar en el extranjero. Estuvo en España de 1851 a 1854 y en Italia de 1855 a 1859. En el medio, realizó una gira por Europa Occidental, visitando Egipto y Siria también. Algunas de las obras que pintó en España se encuentran entre las más conocidas, como la que retrata a una familia gitana.
En 1859, regresó a Rusia y fue nombrado profesor en la Escuela de Pintura, Escultura y Arquitectura de Moscú, donde permaneció hasta su muerte. En 1861, fue nombrado "Académico" y creó un iconostasio para la nueva Catedral de Alejandro Nevski de París. Más tarde, trabajó en la Catedral de Cristo Salvador de Moscú, donde también creó un iconostasio y completó algunas imágenes que Fyodor Bruni había dejado sin terminar. Por ese trabajo, fue ascendido a "Profesor" en 1878.